# Aplowite
La aplowite è un minerale appartenente al gruppo della rozenite.